# František Mrázek Dobiáš
František Mrázek Dobiáš (2. března 1907 Třebíč – 2. října 1972 Bad Laasphe, SRN) byl český evangelický teolog, překladatel, biblista, publicista, editor, duchovní Českobratrské církve evangelické, mimořádný profesor na Husově československé evangelické fakultě bohoslovecké (HČEFB), po roce 1950 profesor a děkan Komenského evangelické bohoslovecké fakulty (KEBF) v Praze.

## Život
Středoškolská studia absolvoval na českém gymnáziu v Brně (maturita 1926), poté studoval teologii na Husově československé evangelické fakultě bohoslovecké v Praze (1926–1928), teologické fakultě univerzity ve švýcarském Curychu (1928–1929) a v Hartfordu (Connecticut/USA, 1930).

Po návratu do vlasti působil nejdříve jako vikář (1930–1932), poté jako farář v Krabčicích (1932–1945). Doktorát teologie na pražské HČEFB získal 27. 4. 1938 na základě úspěšné obhajoby disertační práce Učení Jednoty bratrské o večeři Páně, v důsledku okupace ČSR a násilnému uzavření českých vysokých škol byl však nucen přerušit přípravu své habilitace. V průběhu válečných let se aktivně podílel na náhradním vzdělávání bohoslovců ČCE, organizovaném vedením církve, studoval a napsal řadu podnětných teologických textů.

V letech 1945–1948 byl farářem v Pardubicích, souběžně se v roce 1945 na HČEFB habilitoval, na podzim téhož roku (s platností od 1. 6. 1945) byl jmenován docentem a až do roku 1947 vedl v zastoupení nepřítomného prof. Josefa L. Hromádky stolici systematické teologie. Mimořádným profesorem se stal 2. 6. 1948, po vzniku KEBF (1950) již jako řádný profesor až do svého nenadálého skonu (2. 10. 1972) řídil katedru sociální teologie. Ve třech funkčních obdobích zastával funkci proděkana fakulty (1950–1954, 1968–1970), v letech 1970–1972 stál v jejím čele jako děkan.

Do dějin fakulty i církve se zapsal nejen jako mimořádně a všestranně vzdělaný pedagog, ale také právem uznávaný výrazný autor řady dogmatických, biblických, etických i sociologických studií a statí. Byl vynikajícím kazatelem, neúnavným propagátorem dědictví reformované teologie, překladatelem a spolueditorem klasických děl evropské i české reformace.

## Dílo

### Spisy a skripta
- Učení Jednoty bratrské o Večeři Páně : z theologie doby Lukášovy a doby po Blahoslavovi. Praha: Kalich, 1940
- Boží zjevení, bible a lidský rozum. Praha: Křesťanské sdružení mladých lidí (YMCA), 1940
- Úvod do bohosloveckých nauk. Praha: Synodní rada ČCE, 1941
- Víra a vyznání Českých bratří. Praha: KSML (YMCA), 1941
- Jan Kalvín. Praha: KSML (YMCA), 1941
- Vzdejte Hospodinu chválu. Praha: Kalich, 1942
- Učení o písmu svatém : kapitola z prolegomen dogmatiky (spolu s Josefem Bohumilem Součkem). Praha: SR ČCE, 1943
- Úvod do theologické etiky. Praha: SR ČCE, 1943
- Christologie. Praha: SR ČCE, 1944
- Vyznání J. A. Komenského : Komenského úprava Bratrské konfese a naše církev. Praha: SR ČCE, 1944
- Masaryk jako člověk. Olomouc: Staršovstvo českobr. evangelického sboru, 1947
- Soteriologie. Praha: nakladatel neuveden, 1948
- Repetitorium dogmaticum. Praha: KEBF, 1951
- Úvod do theologie (Theologická encyklopedie). Praha: Státní pedagogické nakladatelství, 1953
- Unitas fratrum : zwei Beiträge aus der tschechischen Brüderunität (spolu s Josefem B. Jeschkem). Berlin: Evangelische Verlagsanstalt, 1959
- Úvod do sociální theologie. Praha: Kalich, 1. vyd. 1959; 2. vyd. 1971

### Sborníky
- Kniha modliteb / Voláme z hlubokosti (ed. J. L. Hromádka, další spoluautoři F. M. D., Rudolf Říčan, Josef Beneš, Bohumil Betka). Praha: Ústřední církevní nakladatelství, 1. vyd. 1953, 2. zestručněné vyd. vyšlo v roce 1960 pod názvem Voláme z hlubokosti : kniha modliteb (ed. F. M. Dobiáš)
- Sbírka kázání pro čtené služby boží (spolu s Josefem Balcarem a Josefem Svatoněm). Praha: SR ČCE, 1953
- Sbírka kázání pro čtené služby boží : Homiletická příloha časopisu Český bratr (spolu s Josefem Svatoněm). Praha: SR ČCE, 1960
- Sociologická struktura našich sborů, in: Církev v proměnách času / Sborník k 50. výročí spojení českobratrské církve evangelické. Praha: Kalich, 1969
- Sedm statí o Komenském : Dva dopisy J. A. Komenského : k 300. výročí Komenského smrti (spolu s Janem Hellerem, Josefem Smolíkem, Amedeem Molnárem a Alexandrem Havránkem). Praha: KEBF, 1971
- Na každý den : Pomůcka pro denní četbu Písma svatého (spolu s Viktorem Hájkem, Miroslavem Krejčím a Milošem Šourkem). Praha: ÚCN, 1964–1973

### Překlady
- Calvin : kardinál a reformátor (s úvodní studií J. L. Hromádky). Praha: Laichter, 1936
- Dietrich Bonhoeffer: Výklad Kázání na hoře (spolu s Amedeem Molnárem). Praha: ÚCN 1962
- Teologie 20. století : antologie (uspořádal Karl-Joseph Kuschel). Praha: Vyšehrad, 1. vydání 1995, 2. vydání 2007 (na překladu se kromě F. M. Dobiáše podílelo 12 dalších překladatelů)

### Edice
- Jan Kalvín: Instituce učení křesťanského náboženství. Praha: KEBF, 1951
- Čtyři vyznání : vyznání Augsburské, Bratrské, Helvetské a České a se Čtyřmi články pražskými / Úvodní úvahy o vzájemné službě konfesí Jan Beblavý, Rudolf Říčan (zároveň vedoucí projektu a hlavní editor). Praha: KEBF, 1951
- Jan Hus: Sermo de pace – Řeč o míru (spolu s Amedeem Molnárem). Praha: Kalich, 1. vyd. 1963; Praha: Česká křesťanská akademie, 2. vyd. 1995
- Husova výzbroj do Kostnice (spolu s Amedeem Molnárem). Praha: ÚCN, 1965
- Jan Hus: O církvi (spolu s Amedeem Molnárem). Praha: Nakladatelství Československé akademie věd, 1965
- Vyznání a obrana Táborů / Mikuláš z Pelhřimova (spolu s Amedeem Molnárem). Praha: Academia, 1972

### Učebnice
- Křesťanská věrouka : základní pojmy (spolu s Františkem M. Bartošem a Josefem. B. Jeschkem). Praha: Skupina pro konfirmovanou mládež, 1945
- Katechismus pro děti evangelické církve. Praha: Kalich, 1947

### Studie, eseje a články
- Byly uveřejňovány zejména v následujících tiskovinách:
  - Communio viatorum
  - Český bratr
  - Evangelische Theologie
  - Kalich (revue českých evangelíků)
  - Kostnické jiskry
  - Křesťanská revue
  - Naše doba (revue pro vědu, umění a život sociální)
  - Ökumenische Rundschau
  - Ročenka Komenského evangelické bohoslovecké fakulty 1971
  - The Ecumenical Review
  - Theologia evangelica (bohoslovecká revue konference evangelických duchovních v ČSR)
  - Theologická příloha Křesťanské revue
- Spolupracoval na přípravě a vydání Biblické konkordance, jejímiž autory byli profesoři KEBF Miloš Bič a Josef Bohumil Souček, Praha: Kalich 1961 (A-K), 1963 (L-P), 1967 (R-Ž)
- Podílel se na přípravě a realizaci cyklu rozhlasových přednášek Československo od pravěku až podnes, viz stejnojmenná publikace, Praha: Radiojournal, 1932